# Zaragoza (Nova Ecija)
Zaragoza é um município de  terceira classe de renda municipal (d) na província Nova Ecija, nas Filipinas. De acordo com o censo de 1 de maio  de  2020 possui uma população de 53 090 pessoas e 13 352 domicílios.